# Oblężenie Kijowa przez Pieczyngów (968)
Oblężenie Kijowa – oblężenie miasta w latach 968–969 w trakcie wojny Rusów z Pieczyngami.
Wykorzystując obecność Światosława I nad Dunajem, w roku 968 nasłani przez Bizantyjczyków Pieczyngowie oblegli Kijów paląc po drodze ziemie ruskie. W grodzie przebywała wówczas Olga Kijowska wraz ze swoimi wnukami: Jaropełkiem, Olegiem oraz Włodzimierzem. 
Pomimo braku żywności oraz wielkiej liczby oblegających, Kijów wytrzymywał długie oblężenie, a gdy sytuacja stała się krytyczna z grodu wysłano posłańca z prośbą o pomoc do Światosława. Gdy tylko wojska ruskie pojawiły się pod miastem, Pieczyngowie odstąpili od oblężenia podpisując rozejm z wojewodą Prietyczem. Po powrocie do Kijowa Światosław zdecydował się rozprawić do reszty z Pieczyngami, odpędzając ich ostatecznie w stepy i zapewniając pokój Rusi. 